# حقل راجوبا
حقل راجوبا: هو حقل نفطي يقع في الجزء الأوسط من حوض سرت الليبي، في الامتياز رقم 20. تقوم شركة سرت للنفط (SOC) بتشغيل حقل راجوبا. ويرتبط الحقل من خلال خط أنابيب بالخط الرئيسي بين حقل ناصر( زلطن)، أحد أكبر الحقول في ليبيا، ومرسى البريقة. يحتوي حقل راجوبا على 80 بئراً؛ تُنتج نفطًا عالي الكثافة( 43 درجة API). تم حفر أول بئر استكشافية للنفط في هذا الحقل في يناير 1961؛ وبدأ الإنتاج في عام 1963. بحلول نهاية عام 2005، أنتج الحقل 787 مليون برميل قياسي من النفط و 859×109 قدم3 (2.43×1010 م3) من الغاز المصاحب.

## حوض سرت[1]
تم اكتشاف النفط الليبي البري بشكل أساسي في ثلاثة اتجاهات جيولوجية لحوض سرت: 1) الممر الغربي، الذي يضم عدة حقول نفطية كبيرة( سماح، بيدا، راجوبا، الظاهرة - حفرة، وباهي). 2) شمال وسط البلاد، والذي يحتوي على حقل واحة دفا وحقل ناصر، وكذلك حقل غاز حتيبة الكبير. 3) اتجاه شرقي، به حقول كبيرة مثل حقل سرير، مسلة، جيالو، بو عطيفل، انتصار، نافورة أوجيلا، وآمال. بشكل عام، يحتوي حوض سرت على ما يقرب من 80٪ من احتياطيات النفط المؤكدة في ليبيا، ويشكل 90٪ من الإنتاج.

## أنظر أيضا
- قائمة حقول النفط

## روابط خارجية
- موقع ايني